# 新型FFM
新型FFM（しんがたFFM、英語: New FFM）は、日本の海上自衛隊が計画している護衛艦。当初22隻の建造が計画されていたもがみ型護衛艦が12隻のみの建造となったため、その代案として10隻の建造が予定されていたが、のちに建造予定数が増やされ、現時点では2024年度からの5年間で計12隻が調達される計画となっている。　
またオーストラリア海軍も本型の採用を発表しており、日本での建造分および自国での建造分をあわせて11隻を導入予定とされる。

## 来歴
海上自衛隊は、平成30年（2018年）度計画よりもがみ型護衛艦（30FFM）の建造を開始した。これは護衛隊群に属さない「10番台護衛隊」所属のDD・DEが受け持っていた近海域での各種戦任務に加えて対機雷戦をも引き受けることを狙った新型艦であり、当初計画では22隻を建造して、「10番台護衛隊」所属のDD×8隻とDE×6隻、更に掃海隊群所属の掃海艦艇8隻を置き換える事になっていた。
しかし2023年1月25日、防衛装備庁は「『新型FFMに係る企画提案契約』の参加希望者募集要領」を公示し、令和6年（2024年）度以降の建造分は新型艦に移行することとなった。これが本型であり、同年3月31日ジャパン マリンユナイテッドおよび三菱重工業と企画提案契約を締結した。その後、6月15日、各社から企画提案書を受領し、8月25日、本級に係る調達の相手方を決定し、主契約者：三菱重工業、下請負者：ジャパン マリンユナイテッドとなった。
同年8月31日、2024年度計画艦からは新型FFMが計12隻建造されることになり、来年度予算では2隻の建造に1,747億円を要求した。1、2番艦の就役は2028年を予定している。
もがみ型FFMは年2隻の建造ペースだが、新型FFMはそれよりもピッチを上げ、2024年度から2028年度までのわずか5年間で計12隻が調達される予定。2024年12月27日、令和7年度防衛予算案では新型FFM3隻分の建造費3148億円（1隻当たり1049億3000万円）が予算計上された。

## 設計

### 船体
もがみ型と比べて、基準排水量にして3,900トンから4,880トンへと大型化している。船体はステルス性を持ち、幅、長さ共にもがみ型より一回り大型になっている。また、前級のもがみ型では顕著な船尾シアが付されていたが本型では廃されている。さらに、イメージ画像を見る限りでは艦橋構造がもがみ型より大きく変化している。

### 機関
ガスタービンエンジン1基、ディーゼルエンジン2基のCODAG方式が採用予定。最大速力は30ノット以上になるとされている。
推進器はもがみ型と同じく、従来どおりのスクリュープロペラで2軸装備とされている。

## 装備

### C4ISRシステム
下記のように23式艦対空誘導弾の搭載を予定していることから、多機能レーダーにミサイル誘導用のイルミネーターを加えるとともに、日本版NIFC-CAと評されるFCネットワークも搭載する予定である。ただし多機能レーダーは元来が個艦防空レベルのOPY-2をベースとすることから、将来的には能力向上の必要性が指摘されている。
船体装備ソナーとしては、探信儀と機雷探知機を兼ねる多機能ソナーを採用する予定である。

### 武器システム
装備面で最大の変更点が、艦対空ミサイルとして23式艦対空誘導弾（A-SAM）、またスタンド・オフ・ミサイルとして12式地対艦誘導弾能力向上型の搭載を予定している点である。A-SAMは陸上自衛隊で運用されている03式中距離地対空誘導弾（改善型）を基に開発された長射程艦対空ミサイルであり、対潜ミサイルである07式垂直発射魚雷投射ロケット（07VLA）とともに、艦首甲板の32セルのVLS（垂直発射システム）に収容される。
それ以外の装備品はおおむねもがみ型のものを踏襲する予定である。

## 比較
| ·        | Template‐ノート:同規模フリゲートに、このページに関する疑問があります。（2025年3月） 疑問の要約：テンプレート名と選択基準の妥当性 |                            |                            |                             |                            |                                            |                                         |                             |
|          | | もがみ型                   | 新型FFM                    | 054A型                      | 054B型                     | C・ベルガミーニ級                          | A・ゴルシコフ級                         | 31型                        |
| 船体     | 満載排水量 | 5,500 t                    | 6,200 t                    | 4,050 t                     | 6,000 t                    | 5,950 t                                    | 5,400 t                                 | 5,700 t                     |
| 船体     | 全長 | 133.0 m                    | 142.0 m                    | 134.0 m                     | 150.0 m                    | 142.0 m                                    | 135.0 m                                 | 138.7m                      |
| 船体     | 全幅 | 16.3 m                     | 17.4 m                     | 15.0 m                      | 18.0 m                     | 19.4 m                                     | 16.0 m                                  | 未公表                      |
| 主機     | 方式 | CODAG                      | CODAG                      | CODAD                       | CODAD                      | CODLAG                                     | CODAG                                   | CODAD                       |
| 主機     | 出力 | 70,000 ps                  | 不明                       | 28,200 ps                   | 未公表                     | 43,500 shp                                 | 55,000 ps                               | 未公表                      |
| 主機     | 速力 | 30 kt                      | 30 kt                      | 27 kt                       | 未公表                     | 27 kt                                      | 29-30 kt                                | 28 kt                       |
| 兵装     | 砲熕 | 62口径5インチ単装砲×1基    | 62口径5インチ単装砲×1基    | 60口径76mm単装砲×1基        | 100mm単装砲×1基            | 64口径127mm単装砲×1基                      | 70口径130mm単装砲×1基                   | 70口径57mm単装砲×1基        |
| 兵装     | 砲熕 | 62口径5インチ単装砲×1基    | 62口径5インチ単装砲×1基    | 60口径76mm単装砲×1基        | 100mm単装砲×1基            | 62口径76mm単装砲×1基                       | 70口径130mm単装砲×1基                   | 70口径40mm機関砲×1基        |
| 兵装     | 砲熕 | 機関銃架×2基               | 不明                       | 1130型CIWS×2基              | 1130型CIWS×1基             | 80口径25mm単装機銃×2基                     | パラシ CIWS×2基                         | 7.62mm機関銃×8挺            |
| 兵装     | ミサイル | Mk.41 VLS×16セル （07式）  | Mk.41 VLS×32セル           | VLS×32セル （HQ-16 / CY-3） | VLS×32セル （HQ-16FE）     | シルヴァーA50 VLS×16セル （アスター15/30） | 3K96 VLS×32セル （9M96E2-1/E、9M110）   | VLS×24セル （シーセプター） |
| 兵装     | ミサイル | SeaRAM 11連装発射機×1基    | SeaRAM 11連装発射機×1基    | VLS×32セル （HQ-16 / CY-3） | HHQ-10 24連装発射機×1基    | シルヴァーA50 VLS×16セル （アスター15/30） | 3K96 VLS×32セル （9M96E2-1/E、9M110）   | VLS×24セル （シーセプター） |
| 兵装     | ミサイル | 17式 4連装発射筒×2基       | 17式 4連装発射筒×2基       | YJ-83 4連装発射筒×2基       | YJ-83 4連装発射筒×2基      | テセオ 4連装発射筒×4基                     | UKSK VLS×16セル （P-800、カリブルNK）   | Mk.41 VLS （SLCM・SSM）     |
| 兵装     | 水雷 | 324mm3連装短魚雷発射管×2基 | 324mm3連装短魚雷発射管×2基 | 324mm3連装短魚雷発射管×2基  | 324mm3連装短魚雷発射管×2基 | 324mm3連装短魚雷発射管×2基                 | 4連装短魚雷発射管×2基                   | ―                           |
| 艦載機   | 艦載機 | SH-60K×1機                 | SH-60K×1機                 | Z-9C / Ka-28×1機            | Z-20×1機                   | NFH90×1機                                  | Ka-27×1機                               | AW159 / AW101×1機           |
| 同型艦数 | 同型艦数 | 6隻/12隻予定 （4隻艤装中） | 23隻予定                   | 40隻/50隻予定 （6隻艤装中） | 2隻/20隻予定               | 12隻予定 （2隻艤装中）                     | 2隻 / 15隻予定 （1隻艤装中、5隻建造中） | 10隻予定 （4隻建造中）      |

## 輸出

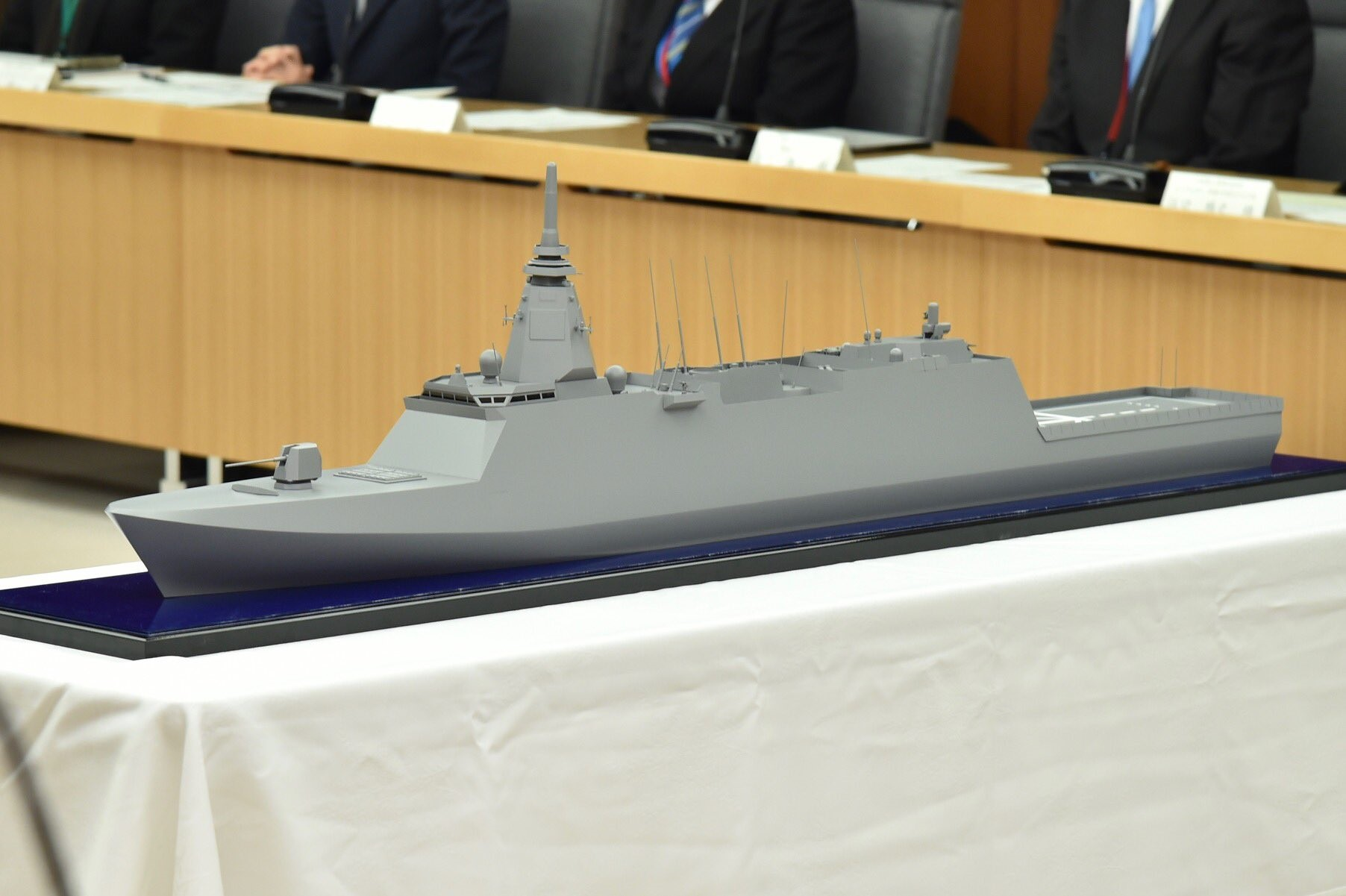
豪州輸出に向けた官民合同推進委員会で展示された新型FFMの模型（2024年12月）

防衛装備庁と三菱重工業は2023年11月7日から9日まで、オーストラリアのICCシドニーで開催された海洋防衛の総合イベント「INDO PACIFIC 2023」にて、新型水上戦闘艦「FFM-AAW」の模型展示を行った。この「FFM-AAW」は本級の派生型であるとも言われる。
2024年2月21日、オーストラリア国防省が発表した海軍再編計画でアンザック級フリゲートの後継として検討候補の一つに日本のもがみ型護衛艦が入っている。その他の候補はドイツのMEKO A-200型フリゲート、スペインのAlfa3000、韓国の大邱級フリゲートBatchIIもしくはBatchIIIである。どれをベースとするかは年末までには決定されるという。
同年5月7日、政府がオーストラリア海軍が導入を計画する新型艦の入札に参加する方向で検討に入ったと複数の関係者が明かした。同年11月8日、オーストラリア放送協会は、共同開発国の候補を日本（つまりFFM-AAW）とドイツに絞り込んだこと、契約額は10年間で110億豪ドル（現在の日本円に換算して約1兆1200億円）に及ぶと報じた。
2025年8月4日（日本時間）、オーストラリア政府はFFMの提案を採用する方針を固めたと日本政府関係者に伝えた。日本にとって戦後初の軍艦の輸出案件となる。今後は三菱重工業と協議を重ね年内の契約締結を目指す。日本による完成品の装備品輸出は戦後ではフィリピンへの警戒管制レーダーに次いで2例目となる。
同8月5日、オーストラリア政府は次期フリゲートについて、三菱重工業による提案を選定したと正式に発表した。11隻のうち最初の3隻は日本で、その後は西オーストラリア州でオースタルによって建造するとし、1隻目は2030年の運用開始を目指すとしている。三菱重工業は令和6年度型護衛艦（4,800トン型）を提案していたことを公式に発表し、またオーストラリアのコンロイ防衛産業相は、戦闘システムの変更とオーストラリアの国内法で義務付けられている規格変更を除けば、基本的に三菱重工業の提案をそのまま導入することを表明した。

## 同型艦

### 海上自衛隊
| 艦番号 | 艦名                      | 建造                        | 起工                       | 進水 | 就役                        | 所属 |
| ------ | ------------------------- | --------------------------- | -------------------------- | ---- | --------------------------- | ---- |
| FFM-13 | 令和6年度計画艦 （06FFM） | 三菱重工業長崎造船所        | 2025年度予定 （令和7年度） | 未定 | 2028年度予定 （令和10年度） | 未定 |
| FFM-14 | 令和6年度計画艦 （06FFM） | ジャパン マリンユナイテッド | 2025年度予定 （令和7年度） | 未定 | 2028年度予定 （令和10年度） | 未定 |
| FFM-15 | 令和7年度計画艦 （07FFM） |                             | 2026年度予定 （令和8年度） | 未定 | 2029年度予定 （令和11年度） | 未定 |
| FFM-16 | 令和7年度計画艦 （07FFM） |                             | 2026年度予定 （令和8年度） | 未定 | 2029年度予定 （令和11年度） | 未定 |
| FFM-17 | 令和7年度計画艦 （07FFM） |                             | 2026年度予定 （令和8年度） | 未定 | 2029年度予定 （令和11年度） | 未定 |

### オーストラリア海軍
| 艦番号 | 艦名 | 建造       | 起工         | 進水 | 就役         | 所属 |
| ------ | ---- | ---------- | ------------ | ---- | ------------ | ---- |
| 未定   | 未定 | 三菱重工業 | 2026年度予定 | 未定 | 2030年度予定 | 未定 |
| 未定   | 未定 | 三菱重工業 | 未定         | 未定 | 未定         | 未定 |
| 未定   | 未定 | 三菱重工業 | 未定         | 未定 | 2034年度予定 | 未定 |
| 未定   | 未定 | オースタル | 未定         | 未定 | 未定         | 未定 |
| 未定   | 未定 | オースタル | 未定         | 未定 | 未定         | 未定 |
| 未定   | 未定 | オースタル | 未定         | 未定 | 未定         | 未定 |
| 未定   | 未定 | オースタル | 未定         | 未定 | 未定         | 未定 |
| 未定   | 未定 | オースタル | 未定         | 未定 | 未定         | 未定 |
| 未定   | 未定 | オースタル | 未定         | 未定 | 未定         | 未定 |
| 未定   | 未定 | オースタル | 未定         | 未定 | 未定         | 未定 |
| 未定   | 未定 | オースタル | 未定         | 未定 | 未定         | 未定 |